# Isonade

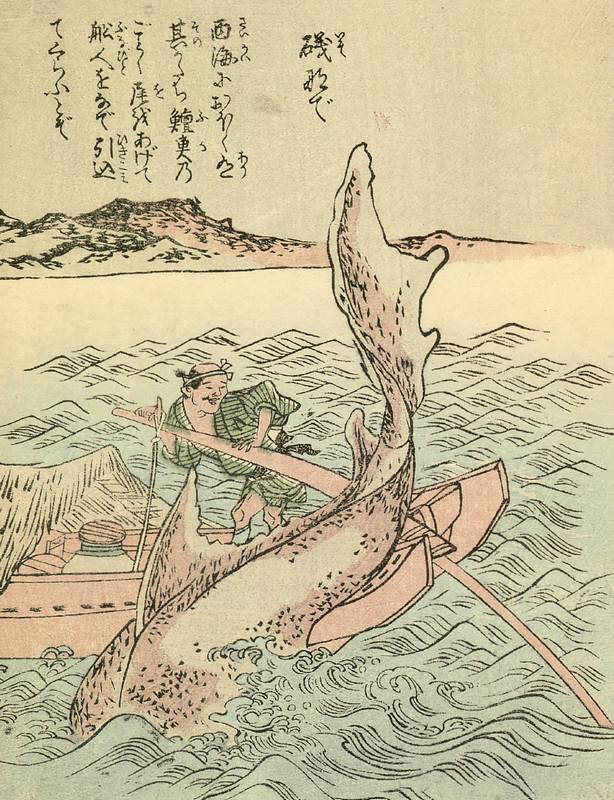
L'Isonade, da Ehon Hyaku Monogatari di Takehara Shunsen (1841)

L'Isonade (磯撫で, "picchiettio sulla spiaggia") è un mostro marino della mitologia giapponese. Esso appare spesso assieme ad un'altra creatura marina, relativa alla mitologia giapponese, e cioè il Samehada.

## Dislocazione
L'Isonade vive tra le acque profonde del Giappone occidentale e le acque della Cina orientale, più precisamente nei dintorni della costa di Matsuura e dell'isola di Kyūshū.
Quando questa creatura appare, si formano forti venti sull'acqua.

## Caratteristiche
L'Isonade non si è mai visto, poiché si nasconde sotto le onde, ma si narra che sia un grande squalo blu con tre code, tre pinne dorsali e con un corno affilato al vertice della testa.
Riemerge in superficie una volta al mese per riprendere aria.

## Pericolosità
L'Isonade è una creatura molto pericolosa e, come gli altri squali, è attirato dal sangue.
Le sue vittime sono i marinai, che uccide scuotendo le barche con le sue tre code.

## Cultura di massa
Nell'anime e manga Naruto, sono presenti sia l'Isonade (uno dei Cercoteri) sia Samehada (così è chiamata la spada di Kisame Hoshigaki). Vi è inoltre un Pokémon, Sharpedo, il cui nome giapponese è proprio Samehada.